# Heine Fernandez
Heine Fernandez né Heine Lavrsen (né le 14 juillet 1966 à Lynderup au Danemark) est un ancien joueur et entraîneur de football danois.

## Biographie

### Carrière de club
Il jouait au poste d'attaquant et fut meilleur buteur du championnat du Danemark de football 1999. Fernandez a également joué dans les clubs danois du FC Copenhague et de l'Akademisk Boldklub.
Fernandez est connu pour avoir été (et l'est toujours) un grand fumeur.

### Sélection
Fernandez fait ses grands débuts avec l'équipe du Danemark de football en septembre 1991 lors d'un match amical contre l'Islande, rentrant en cours de jeu à la place de Per Frandsen. Ce match sera sa dernière partie internationale.